# Go! Sudoku
Go! Sudoku är ett TV-spel till Playstation 3 och PlayStation Portable. Spelet går ut på att spela sudoku. Spelet har även släppts på UMD-skiva tillsammans med Go! Puzzle och Lemmings.